# Trachodon
Trachodon là một chi khủng long, được Leidy mô tả khoa học năm 1856.